# Estadio Universitario (Albuquerque)
El Estadio Universitario (en inglés: University Stadium) es un estadio de fútbol americano al aire libre en el campus sur de la Universidad de Nuevo México en Albuquerque, Nuevo México, en los Estados Unidos. Se trata de la sede del equipo de fútbol americano de Nuevo México, Lobos de la Conferencia Mountain West. El estadio fue inaugurado en septiembre de 1960 y actualmente cuenta con un aforo de 39.224 espectadores. El campo tiene una superficie de césped sintético recién instalado que se desarrolla en una configuración tradicional de norte a sur y se encuentra a una altitud de 5.100 pies (1.554 m) sobre el nivel del mar. 